# Château de Conquereuil
Le château de Conquereuil (également appelé Chateau de Pontveix) est un château situé sur la commune de Conquereuil, en Loire-Atlantique.

## Description
Quatre bâtiments datent du XVe au XVIIe siècle : l’hostellerie du chemin de Saint-Jacques-de-Compostelle, la chapelle Sainte-Marguerite, surmontée d’un lanternon et bâtie en schiste ardoisier, les écuries. Un colombier s’y ajoute au XVIIIè. Une voie romaine de l’époque de Jules César (Ier siècle av. J.C.) est située dans le parc qui fait une dizaine d’hectares.

## Localisation
Le château se trouve à environ 2 km au sud-ouest du bourg, juste au nord du lieudit Pont Veix qui correspond à un passage ancien sur le Don (voie en provenance de Blain par Le Gâvre).

## Historique
Le bâtiment est inscrit au titre des monuments historiques depuis 1954.
Situé sur l’ancienne voie romaine de Nantes à Rennes, le passage à gué du Don (à côté du moulin) existant depuis au moins l’époque gauloise, une hôtellerie du XVe siècle (qui subsiste de nos jours) marquait la moitié du chemin. Construite par les moines du Prieuré de Marsac sur Don pour les pèlerins, la duchesse Anne y fut invitée par Maximilien de la Chênaie en 1482.
Un château construit au Moyen Âge fut remplacé par le château actuel au XIXe siècle par Porzon de Martel.